# Achryson peracchii
Achryson peracchii är en skalbaggsart som beskrevs av Martins 1976. Achryson peracchii ingår i släktet Achryson och familjen långhorningar. Inga underarter finns listade i Catalogue of Life.